# Declaració de Berlín sobre Accés Obert al Coneixement en Ciències i Humanitats
La Declaració de Berlín sobre Accés Obert al Coneixement en Ciències i Humanitats (en anglès, Berlin Declaration on Open Access to Knowledge in the Sciences and Humanities) és una declaració internacional sobre l'accés obert i l'accés al coneixement, que va ser adoptada el 22 d'octubre de 2003 per 19 membres representants de diverses organitzacions de recerca alemanyes i internacionals. Va sorgir d'una conferència sobre l'accés obert organitzada, a la Harnack House a Berlín, per la Societat Max Planck. Es considera una fita important en el moviment d'accés obert.

## Antecedents
Després de la publicació de la Budapest Open Access Initiative (BOAI) el 2002 i la Declaració de Bethesda sobre publicacions d'accés obert en 2003, la Declaració de Berlín va ser el tercer esdeveniment influent en la creació del moviment de l'accés obert, doncs va suposar el reconeixement científic, i també polític, dels principis sobre l'accés obert, no solament a Alemanya sinó a tot el món. La declaració de Berlín enllaça directament amb la Budapest Open Access Initiative, amb la declaració de l'European Cultural Heritage Online (ECHO) i amb la declaració de Bethesda (Bethesda statement on open access publishing), aprovada també el 2003. La Declaració de Berlín està, doncs, basada en les dues declaracions prèvies i busca obtenir més suport institucional per tal de poder dur a terme els objectius del moviment d'accés obert. Sovint, s'ha parlat de les anomenades "Definicions BBB", les inicials de les ciutats de Budapest, Bethesda i Berlín, on van tenir lloc tres trobades fonamentals per establir els fonaments de l'actual moviment de l'accés obert, i les declaracions corresponents.

## Declaració
La declaració en si es va publicar el 22 d'octubre de 2003. Reconeixent la creixent importància d'Internet i de les discussions anteriors sobre la necessitat d'accés obert, es va oferir la següent definició d'una contribució d'accés obert:
Les contribucions d'accés lliure han de complir dues condicions:
| « | ...L'autor (o els autors) i els qui retenen els drets sobre les col·laboracions han de garantir a tots els usuaris el dret a l'accés lliure de forma irrevocable en l'àmbit mundial, amb llicència per copiar, usar, difondre, transmetre i exposar els treballs públicament, i també per elaborar i distribuir els treballs que en derivin, en qualsevol mitjà digital i amb qualsevol propòsit responsable, a canvi del compromís d'esmentar-ne com cal l'autoria (les normes de la comunitat dictaran els mecanismes per fer complir adequadament l'ús de l'atribució i de la responsabilitat dels treballs publicats tal com es fa en l'actualitat), com també el dret a fer còpies impreses en poca quantitat i per a ús personal. ...Una versió completa d'aquesta obra, com també dels seus materials complementaris, inclosa la còpia permesa esmentada, s'haurà de dipositar en un format electrònic apropiat (que, de fet, posteriorment es publicarà) en un lloc en línia, usant les normatives tècniques adequades (com en les definicions dels arxius oberts [Open Archives]). Aquest arxiu serà gestionat i estarà sota el manteniment d'una institució acadèmica, un organisme de recerca, una administració pública o un organisme que tingui competències a l'hora d'assegurar-ne l'accés lliure, la distribució no restrictiva, la interoperativitat i l'arxivament en darrer terme.... | » |
| — Berlin Declaration on Open Access to Knowledge in the Sciences and Humanities, 22 d'octubre de 2003, Berlín | |   |

## Compromisos
La firma de la Declaració de Berlín l'any 2003, comprometia a les organitzacions científiques alemanyes més importants a fomentar el principi de l'accés obert. Això, implica que les persones que treballen en aquestes organitzacions i reben subvencions hauran de publicar d'acord amb els principis d'accés obert. Com a contrapartida, es garantirà el reconeixement per a la valoració del treball de les publicacions en accés obert. També hi ha un compromís amb el compliment dels estàndards de qualitat i la bona pràctica científica, recolzant no solament la ciència, sinó també les institucions culturals, a fer disponibles a Internet els recursos, d'acord amb el principi de lliure accés.
En una conferència de seguiment de 2005, la declaració va voler incidir en dos principis fonamentals: els signataris hauran d'exigir als investigadors dipositar una còpia del seu treball en un repositori d'accés obert i fomentar la publicació de treballs en revistes d'accés obert quan estiguin disponibles. Actualment aquests dos conceptes són anomenats: Via verda, que implica l'autoarxiu en repositoris, i Via daurada, que implica la publicació en revistes en accés obert, respectivament, i els dos combinats constitueixen un mandat d'accés obert. Fins a 2005 havien signat la declaració 55 institucions a tot el món, incloent-hi grans institucions nacionals d'investigació com el CNRS a França i la Societat Max Planck d'Alemanya, l'Acadèmia Nacional de Ciències de la Xina, de l'Índia o els Països Baixos, institucions internacionals de recerca com el CERN i universitats i agències de finançament de la investigació de tot el món.
La Declaració de Berlín es va imposar com una guia per als responsables polítics, per tal de promoure l'accés obert als coneixements científics. Però si el coneixement es deriva de les dades, els principis de la Declaració de Berlín s'han d'aplicar també a les dades. Avui, les dades obertes són una de les portes a l'accés del coneixement científic i l'ús d'aquestes, no sempre està suficientment protegit. La Declaració de Berlín hauria de facilitar un major ús de les dades per la comunitat científica.
Des del seu naixement a Berlín el 2003, la conferència s'ha anat reproduint a diversos llocs durant els següents anys, primer a Europa, el 2010 a Pequín i el 2012 als Estats Units.
El 2008 eren més de 200 les institucions que l'havien subscrit, entre les quals, 21 d'espanyoles i entre aquestes 16 són universitats. Les tres declaracions coincideixen en el fet que la cessió exclusiva dels drets d'autor és un obstacle per a l'accés obert a les publicacions, cosa que posa de manifest el paper absolutament rellevant que tenen els drets d'autor sobre els treballs científics. A principis de 2009 eren 262 les institucions que s'havien adherit.
Des de gener de 2016, la Declaració de Berlín compta ja amb més de 540 signatures, amb la presència d'organitzacions de tot el món.